# Фріда Палмер
Фріда Палмер (швед. Frida Palmér; 14 лютого 1905 — 13 жовтня 1966) — шведська астрономка. Перша шведська жінка-астрономка з докторським званням. Вивчала змінні зірки.

## Раннє життя
Фріда Палмер народилась 14 лютого 1905 року в Блентарпі, Швеція, єдиною дитиною будівельника Ганса Перссона Палмера та його дружини Ельзи Джеппсон. Батько помер, коли їй було п'ять років, а в 1910 році мати переїхала до Яррестада. Незрозуміло, як Фріда закінчила ранню освіту, але вона, ймовірно, частково була самоучкою, оскільки середня школа не була офіційно дозволена для дівчат до 1928 року.

## Освіта
Восени 1925 року Палмер навчалася на філософському факультеті в Лунді, де вивчала астрономію та математику. Вона навчалася у свого наставника і друга Кнута Лундмарка, а в 1930 році отримала великий грант для подорожей і відвідування обсерваторій за кордоном у Празі, Відні, Будапешті, Потсдамі, Данцизі (тепер Гданськ) і Берліні. Вона була сміливою і справляла сильне враження як молода жінка в колі, де панували чоловіки.
В 1939 р. Фріда Палмер захистила дисертацію в університеті Лунда про нерегулярні змінні зірки з Кнутом Лундмаром як керівником. Вона є першою шведською доктором з астрономії.

## Кар'єра
Фріда Палмер перерахувала понад 259 зірок з нерегулярною періодичною мінливістю, дослідила їх галактичний розподіл, розташований за спектральним типом. Більшість спектрів не мали ліній, типових для змінних Міриди зірок. Вона виявила, що криві світла деяких зірок можна інтерпретувати як інтерференцію між двома або більше одночасними, періодичними подіями у зірках.
Її академічна кар'єра була зупинена через Другу світову війну, коли вона почала працювати в Шведському національному радіоуправлінні як криптографічна системна аналітик. Палмер декодувала радянські морські сигнальні повідомлення в Північному Льодовитому океані. 
Фріда Палмер ніколи не отримала реального визнання від колег криптографії Ганнара Блома і Свена Васстрьома, які вважали її незначним «зоряним аналітиком».
Верховний головнокомандувач Торгіл Торен, однак, у 1943 році заявив, що Палмер завжди «прислухалася до швидкого сприйняття, енергії і чіткого почуття порядку», і що «вона завжди включалася в роботу з цікавістю і старанністю і демонструвала бездоганну і чесну поведінку».
У 1945 році, ще працюючи в FRA, Фріда Палмер опублікувала список ще 98 червоних змінних зірок, найбільшої рівномірної компіляції змінних зірок, що не є міриди. Вона серйозно розраховувала на стипендію для поїздки до «академічно освічених жінок» для проведення досліджень у США, але не була обрана. 
У 1945 році, в 41 рік, вона відмовилася від своєї кар'єри в астрономії, щоб стати професором в Гальмстаді і доглядати за літньою матір'ю. Як дуже кваліфікована викладачка, вона мала складнощі в роботі зі студентами, які не розуміли математику і фізику, і прагнула до попереднього життя.
Коли її мати померла, Палмер відкрила власне соціальне коло і заснувала Асоціацію для жінок у Стокгольмі. Вона продовжувала подорожувати і вирушила в Каїр, Єгипет в 1963 році.
Фріда Палмер померла 13 жовтня 1966 року в Гальмстаді, Швеція. Обсерваторія Фріди Пальмеро в університеті Гальмстад на півдні Швеції названа на честь її.